# Comtat de Beaumont-sur-Oise
El comtat de Beaumont-sur-Oise fou una jurisdicció feudal situada al nord de París, al sud del Beauvais, a l'est del Vexin i a l'oest de Valois. Correspondria al pagus Camliacensis (modern Chambliois) i país de Thelle. No és esmentat com a comtat abans del 1022 però no se sap quan es va fundar; existeixen cartes o diplomes entre 627 i 861 que esmenten el pagus Camliacensis i la seva vila principal Chambly, situada al sud del territori; així un "Theudaldus comes" donava propietats al pagus a l'abadia de Saint-Denis en document del 799. El comtat va existir almenys els segles xi i xii i fou comprat pel rei Felip II de França el 1223. Felip IV de França va concedir el comtat al seu fill Lluís per carta reial de 1285; aquest Lluís va esdevenir el rei Lluís X de França el 1314.
Els comtes documentats són:
Ivo I (abans de 1022-després de 1029), anomenat "comes Ivo de Bello monte", esmentat a la carta de 1022 en què Robert II de França confirmava els béns de l'abadia de Coulombs i a una altra de 1028 en què Robert II confirmava les possessions de l'abadia de Saint-Mesmin de Micy; va fundar l'abadia de Saint-Léonor de Beaumont el 12 d'octubre de 1029. El va seguir un Ivo II (que podria ser la mateixa persona que Ivo I) casat amb Emma que van tenir diversos fills; va morir el 22 de maig de 1059 i el successor fou el fill Ivo III (+ vers 1083/1091]) que apareix com a comte el 1071 quan subscriu una carta en una donació a l'abadia de Saint-Spire de Corbeil; va fundar Conflans Sainte-Honorine el 1080. La darrera carta en què apareix està datada en any incert abans del 1091. Es va casar en primeres noces amb Judit i en segones amb Adelaida de Gournay (filla d'Hug de Gournay). De la primera esposa va tenir una filla (Adelisa) i de la segona quatre fills (Adela, Mateu I, Hug i Agnes); el successor fou Mateu I.
Mateu I va esdevenir comte. A la Vita Ludovici de Suger se l'esmenta en campanya contra Hug de Clermont-en-Beauvaisis, amb la filla del qual, Beatriu, estava casat o es va casar (abans del 1101). Va morir l'1 de gener de 1155. Van tenir tres fills (Ivo, Mateu II, Hug I) i una filla.
Mateu II (+ després de l'1 de juliol de 1174) el successor al comtat, es va casar en primeres noces amb Matilde de Châteaudun, filla de Jofré III vescomte de Châteaudun, i en segones amb Alix senyora de Lusarches. De la primera va tenir quatre fills (Hug, Agnes, Mateu III i Felip). Mateu III (+ 21 o 24 de novembre de 1208) fou el successor (Hug havia mort abans de 1160) i apareix en una primera donació el 1176 i una altra el 1177 a l'abadia de Saint-Martin de Pontoise; el 1199 fa una nova donació a la mateixa abadia i el 1199 o 1200 a la de Saint-Léonor. Es va casar en primeres noces el 1175 amb Eleonor de Vermandois (casada abans tres vegades, sent vídua de Jofré d'Hainat, senyor d'Oostrevant, de Guillem IV de Nevers i Auxerre, i de Mateu de Flandes comte de Boulogne) que era filla de Raül el Valent de Valois, de la que es va divorciar el 1192; el 1183, quan va morir la seva germana Isabel de Vermandois i Valois, va reclamar aquests comtats que el rei havia cedit el 1179 al marit d'Isabel, Felip d'Alsàcia i el 1186 se li va concedir el de Valois i el 1092 va ser reconeguda formalment comtessa de Valois i Vermandois fins a la seva mort en què va passar a la corona (1214); abans de 1199 Mateu III es va casar en segones noces amb Alienor de Soissons, filla de Raül I comte de Soissons (que més tard, abans de 1214) es va casar de segones amb Esteve II de Sancerre senyor de Saint-Brisson.
Mateu II va deixar també tres fills de la seva segona dona (Mateu, Alix i Joan). Mateu va morir el 1190 i Alix el 1196. La successió va passar a Joan de Beaumont (+ 15 de juny de 1222) comte de Beaumont a la mort del germanastre Mateu III; Joan era des de 1198 senyor de Lusarches; es va casar amb Gertruda de Soissons, filla de Raül I comte de Soissons. L'herència va passar a un parent llunyà, descendent d'Hug I, ancestre dels senyors de Persan i Meru, anomenat Thibaut d'Ully, que era senyor de Méru, que va vendre els seus drets a la corona francesa el 1223.

## Llista de comtes
- Ivo I (abans de 1022-després de 1029
- Ivo II ? - 22 de maig de 1059
- Ivo III 1059- vers 1091
- Mateu I 1091-1155
- Mateu II 1155-1174
- Mateu III 1174-1208
- Joan 1208-1222
- Tibaut d'Ully, senyor de Meru 1222-1223
- Venut a la corona francesa 1223